# Дієго Перотті
Дієго Перотті (ісп. Diego Perotti, нар. 26 липня 1988, Морено, Аргентина) — аргентинський футболіст, півзахисник, нападник. Виступав зокрема за «Севілью» та «Рому», а також національну збірну Аргентини.

## Клубна кар'єра
Вихованець футбольної школи клубу «Депортіво Морон». Дорослу футбольну кар'єру розпочав 2006 року в основній команді того ж клубу, в якій провів один сезон, взявши участь у 34 матчах чемпіонату.

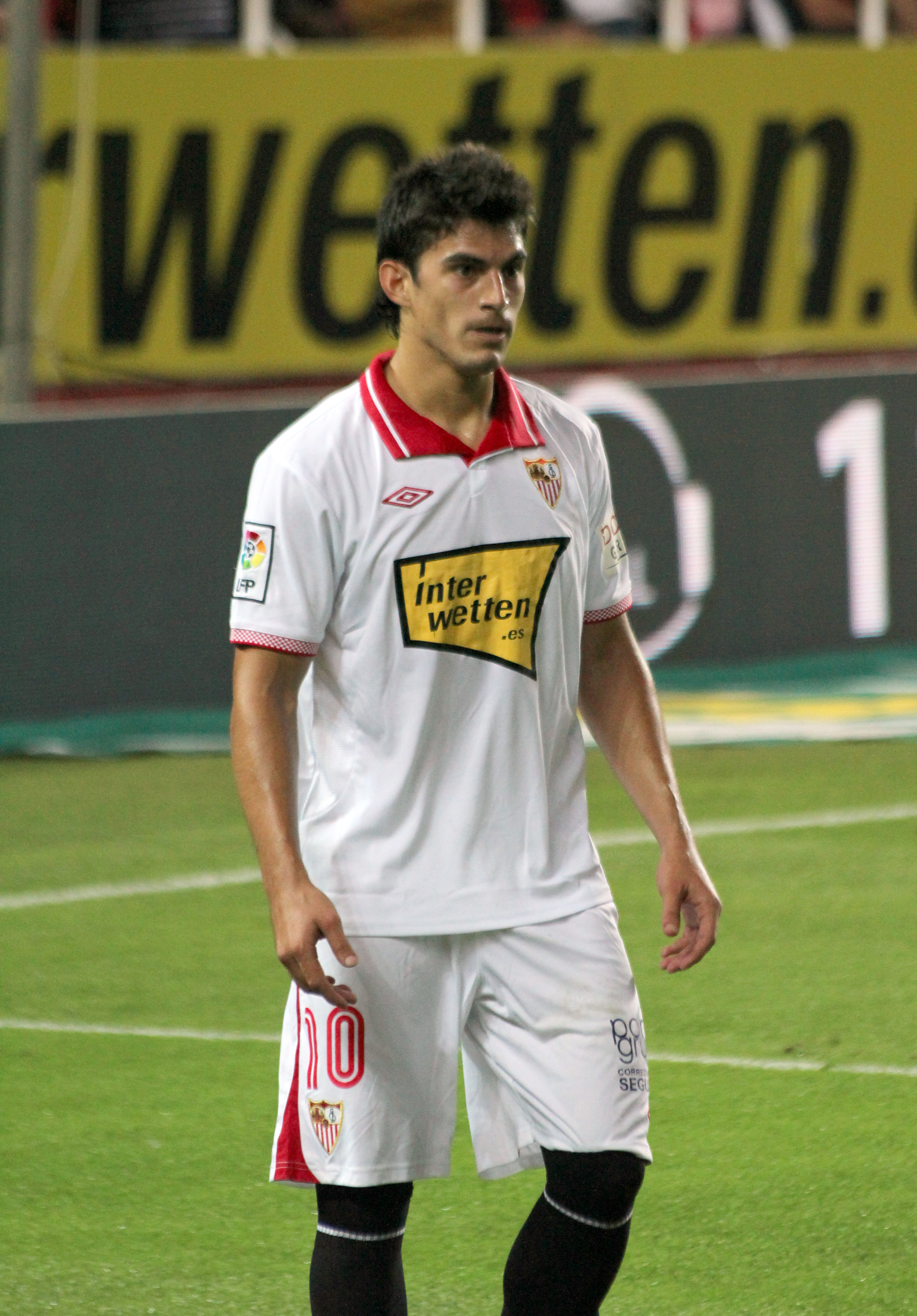
Дієго Перотті у складі «Севільї». 2012 рік.

2007 року перейшов до «Севільї», де протягом 2007—2009 років захищав кольори резервної команди клубу «Севілья Атлетіко». З початку 2009 року став грати за першу команду, а у сезоні 2009/10 став основним гравцем, витіснивши з основи Дієго Капеля і того ж року виборов титул володаря кубка Іспанії. Всього відіграв за клуб з Севільї наступні шість сезонів своєї ігрової кар'єри, але у останні роки, мучившись травмами, він мало грав і за домовленістю з клубом вирішив повернутися до Аргентини, тому у лютому 2014 року перейшов на правах оренди в «Бока Хуніорс». Але і тут через травму зіграв за команду лише дві гри.
2 липня 2014 року Перотті підписав чотирирічний контракт з італійським клубом «Дженоа», де провів півтора роки, після чого на початку 2016 року приєднався до «Роми». За наступні чотири з половиною роки відіграв за «вовків» у 138 матчах в усіх турнірах, забивши 32 голи.
5 жовтня 2020 року на правах вільного агента уклав дворічний контракт з турецьким «Фенербахче». Він забив 3 голи в перших 4 матчах, зіграних до кінця листопада, після чого травмував коліно, завершивши сезон достроково. 1 вересня 2021 року він покинув клуб.
Відновившись від травми, 2 лютого 2022 року він підписав контракт із «Салернітаною» до 30 червня 2022 року. Наприкінці сезону, зігравши 11 матчів, він покинув команду. Надалі Перотті більше двох років залишався без клубу, після чого у вересні 2024 року оголосив про офіційне завершення кар'єри.

## Виступи за збірні
2009 року залучався до складу молодіжної збірної Аргентини. На молодіжному рівні зіграв у двох офіційних матчах, забив один гол.
2009 року дебютував в офіційних матчах у складі національної збірної Аргентини. Відтоді викликався до її лав епізодично, до 2018 року провівши ще лише чотири гри у її формі.

## Статистика виступів

### Статистика клубних виступів
| Сезон                        | Команда                      | Чемпіонат                    | Чемпіонат | Чемпіонат | Національний кубок | Національний кубок | Національний кубок | Континентальні кубки | Континентальні кубки | Континентальні кубки | Інші змагання | Інші змагання | Інші змагання | Усього | Усього |
| Сезон                        | Команда                      | Ліга                         | Ігор      | Голів     | Ліга               | Ігор               | Голів              | Ліга                 | Ігор                 | Голів                | Ліга          | Ігор          | Голів         | Ігор   | Голів  |
| ---------------------------- | ---------------------------- | ---------------------------- | --------- | --------- | ------------------ | ------------------ | ------------------ | -------------------- | -------------------- | -------------------- | ------------- | ------------- | ------------- | ------ | ------ |
| 2006–07                      | «Депортіво Морон»            | Прімера B                    | 34        | 5         | -                  | -                  | -                  | -                    | -                    | -                    | -             | -             | -             | 34     | 5      |
| 2007–08                      | «Севілья Атлетіко»           | СД                           | 32        | 1         | -                  | -                  | -                  | -                    | -                    | -                    | -             | -             | -             | 32     | 1      |
| 2008–09                      | «Севілья Атлетіко»           | СД                           | 20        | 2         | -                  | -                  | -                  | -                    | -                    | -                    | -             | -             | -             | 20     | 2      |
| Усього за «Севілью Атлетіко» | Усього за «Севілью Атлетіко» | Усього за «Севілью Атлетіко» | 52        | 3         |                    |                    |                    |                      |                      |                      |               |               |               | 52     | 3      |
| 2008–09                      | «Севілья»                    | ПД                           | 14        | 1         | КІ                 | 0                  | 0                  | -                    | -                    | -                    | -             | -             | -             | 14     | 1      |
| 2009–10                      | «Севілья»                    | ПД                           | 28        | 4         | КІ                 | 6                  | 0                  | ЛЧ                   | 6                    | 1                    | -             | -             | -             | 40     | 5      |
| 2010–11                      | «Севілья»                    | ПД                           | 31        | 3         | КІ                 | 5                  | 1                  | ЛЧ+ЛЄ                | 2+8                  | 0+0                  | СКІ           | 2             | 0             | 48     | 4      |
| 2011–12                      | «Севілья»                    | ПД                           | 16        | 0         | КІ                 | 1                  | 0                  | ЛЄ                   | 2                    | 0                    | -             | -             | -             | 19     | 0      |
| 2012–13                      | «Севілья»                    | ПД                           | 18        | 0         | КІ                 | 2                  | 1                  | -                    | -                    | -                    | -             | -             | -             | 20     | 1      |
| 2013–14                      | «Севілья»                    | ПД                           | 10        | 1         | КІ                 | 1                  | 0                  | ЛЄ                   | 1+7                  | 1+3                  | -             | -             | -             | 19     | 5      |
| Усього за «Севілью»          | Усього за «Севілью»          | Усього за «Севілью»          | 117       | 9         |                    | 15                 | 2                  |                      | 26                   | 5                    |               | 2             | 0             | 160    | 16     |
| 2014                         | «Бока Хуніорс»               | ПД                           | 2         | 0         | -                  | -                  | -                  | -                    | -                    | -                    | -             | -             | -             | 2      | 0      |
| 2014–15                      | «Дженоа»                     | A                            | 27        | 4         | КІ                 | 1                  | 0                  | -                    | -                    | -                    | -             | -             | -             | 28     | 4      |
| 2015-січ. 2016               | «Дженоа»                     | A                            | 16        | 1         | КІ                 | 1                  | 0                  | -                    | -                    | -                    | -             | -             | -             | 17     | 1      |
| Усього за «Дженоа»           | Усього за «Дженоа»           | Усього за «Дженоа»           | 43        | 5         |                    | 2                  | 0                  |                      | -                    | -                    |               | -             | -             | 45     | 5      |
| січ.- лип. 2016              | «Рома»                       | A                            | 15        | 3         | КІ                 | 0                  | 0                  | ЛЧ                   | 2                    | 0                    | -             | -             | -             | 17     | 3      |
| 2016–17                      | «Рома»                       | A                            | 32        | 8         | КІ                 | 4                  | 0                  | ЛЧ+ЛЄ                | 2+7                  | 0+1                  | -             | -             | -             | 45     | 9      |
| 2017–18                      | «Рома»                       | A                            | 25        | 5         | КІ                 | 1                  | 0                  | ЛЧ                   | 9                    | 3                    | -             | -             | -             | 35     | 8      |
| 2018–19                      | «Рома»                       | A                            | 13        | 5         | КІ                 | 0                  | 0                  | ЛЧ                   | 2                    | 0                    | -             | -             | -             | 15     | 5      |
| 2019–20                      | «Рома»                       | A                            | 21        | 5         | КІ                 | 1                  | 0                  | ЛЄ                   | 4                    | 1                    | -             | -             | -             | 26     | 6      |
| Усього за «Рому»             | Усього за «Рому»             | Усього за «Рому»             | 106       | 26        |                    | 6                  | 0                  |                      | 26                   | 6                    |               | -             | -             | 138    | 32     |
| 2020–21                      | «Фенербахче»                 | СЛ                           | 4         | 3         | КТ                 | 0                  | 0                  | -                    | -                    | -                    | -             | -             | -             | 4      | 3      |
| лют.-чер. 2022               | «Салернітана»                | A                            | 11        | 0         | КІ                 | -                  | -                  | -                    | -                    | -                    | -             | -             | -             | 11     | 0      |
| Усього за кар'єру            | Усього за кар'єру            | Усього за кар'єру            | 369       | 51        |                    | 24                 | 2                  |                      | 52                   | 11                   |               | 2             | 0             | 447    | 64     |

### Статистика виступів за збірну
| Дата       | Місто          | Господарі | Результат | Гості     | Турнір           | Голи | Примітки |
| ---------- | -------------- | --------- | --------- | --------- | ---------------- | ---- | -------- |
| 14-11-2009 | Мадрид         | Іспанія   | 2 – 1     | Аргентина | товариський матч | -    | 83'      |
| 1-6-2011   | Абуджа (місто) | Нігерія   | 4 – 1     | Аргентина | товариський матч | -    | 69'      |
| 11-11-2017 | Москва         | Росія     | 0 – 1     | Аргентина | товариський матч | -    | 75'      |
| 14-11-2017 | Краснодар      | Аргентина | 2 – 4     | Нігерія   | товариський матч | -    | 77'      |
| 23-3-2018  | Манчестер      | Аргентина | 2 – 0     | Італія    | товариський матч | -    | 64'      |
| Усього     |                | Матчів    | 5         |           | Голів            | 0    |          |

| Дата     | Місто           | Господарі      | Результат | Гості           | Турнір               | Голи | Примітки |
| -------- | --------------- | -------------- | --------- | --------------- | -------------------- | ---- | -------- |
| 3-6-2009 | Тулон           | Аргентина U-20 | 1 — 0     | Нідерланди U-20 | Турнір у Тулоні 2009 | 1    | -        |
| 5-6-2009 | Ла-Сейн-сюр-Мер | Аргентина U-20 | 3 — 2     | Єгипет U-20     | Турнір у Тулоні 2009 | -    | -        |
| Усього   |                 | Матчів         | 2         |                 | Голів                | 1    |          |

## Титули і досягнення
- Володар кубка Іспанії:

«Севілья»: 2009–2010
- Переможець Ліги Європи:

«Севілья»: 2013–2014